# Вамък Волкан
Вамък Волкан (на турски: Vamık Volkan) е кипърски турчин, професор по психиатрия в училището по медицина на Вирджинския университет. Той е и старши Ерик Ериксън учен в центъра Остен Ригс в Стокбридж, Масачузетс, почетен обучаващ и супервайзърски аналитик във Вашингтонския психоаналитичен институт, както и бивш президент на Международното общество за политическа психология и Психоаналитичното общество на Вирджиния.